# Iugoslávia nos Jogos Olímpicos de Verão de 1924
Atletas do Reino dos Sérvios, Croatas e Eslovenos competiram nos Jogos Olímpicos de Verão de 1924 em Paris, França. Pela primeira vez na história, o país ganhou medalhas.
De 1918 a 1929, o nome oficial do país era Reino dos Sérvios, Croatas e Eslovenos, mas o termo Iugoslávia (literalmente "Terra dos Eslavos do Sul") era o seu nome coloquial devido às suas origens.

## Medalhistas
| Medalha         | Nome         | Esporte   | Evento                     |
| --------------- | ------------ | --------- | -------------------------- |
| Medalha de ouro | Leon Štukelj | Ginástica | Individual Geral masculino |
| Medalha de ouro | Leon Štukelj | Ginástica | Barra Fixa masculina       |

## Atletismo
Cinco atletas representaram a Iugoslávia em 1924. Foi a estreia do país nesse esporte.
Posições de acordo com a eliminatória.
| Atleta            | Evento                        | Eliminatórias | Eliminatórias | Quartas-de-final | Quartas-de-final | Semifinais  | Semifinais  | Final        | Final        |
| Atleta            | Evento                        | Resultado     | Posição       | Resultado        | Posição          | Resultado   | Posição     | Resultado    | Posição      |
| ----------------- | ----------------------------- | ------------- | ------------- | ---------------- | ---------------- | ----------- | ----------- | ------------ | ------------ |
| Peroslav Ferković | Decatlo                       | N/A           | N/A           | N/A              | N/A              | N/A         | N/A         | 5517.925     | 18           |
| Đuro Gašpar       | Decatlo                       | N/A           | N/A           | N/A              | N/A              | N/A         | N/A         | Não terminou | Não terminou |
| Veljko Narančić   | Arremesso de peso masculino   | N/A           | N/A           | N/A              | N/A              | 13.215      | 6           | Não avançou  | Não avançou  |
| Veljko Narančić   | Lançamento de disco masculino | N/A           | N/A           | N/A              | N/A              | 37.35       | 8           | Não avançou  | Não avançou  |
| Stanko Perpar     | 200 m masculino               | Unknown       | 3             | Não avançou      | Não avançou      | Não avançou | Não avançou | Não avançou  | Não avançou  |
| Aleksa Spahić     | Pentatlo masculino            | N/A           | N/A           | N/A              | N/A              | N/A         | N/A         | Elim-3       | Elim-3       |

## Ciclismo
Quatro atletas representaram a Iugoslávia em 1924. Foi a estreia do país no esporte.

### Ciclismo Estrada
| Ciclista                                                 | Evento               | Final      | Final   |
| Ciclista                                                 | Evento               | Resultado  | Posição |
| -------------------------------------------------------- | -------------------- | ---------- | ------- |
| Ðuro Ðukanović                                           | Individual Masculino | 7:17:23.6  | 35      |
| Josip Kosmatin                                           | Individual Masculino | 7:18:24.0  | 37      |
| Koloman Sović                                            | Individual Masculino | 7:21:35.0  | 41      |
| Milan Truban                                             | Individual Masculino | 7:53:40.0  | 50      |
| Ðuro Ðukanović Josip Kosmatin Koloman Sović Milan Truban | Equipe Masculino     | 21:57:22.6 | 10      |

## Futebol
A Iugoslávia participou do Torneio Olímpico de Futebol pela segunda vez em 1924.
Primeira rodada
| 26 de maio de 1924 | Uruguai                                                              | 7–0 | Iugoslávia | Stade Olympique, Colombes              |
|                    | Vidal 20' · Scarone 23' · Cea 50' 80' · Petrone 35' 61' · Romano 58' |     |            | Público: 1,000 Árbitro: Georges Vallat |

Classificação final17°

## Ginástica
Oito ginastas representaram a Iugoslávia em 1924. Foi a estreia do país na modalidade. Leon Štukelj conseguiu a medalha de ouro na barra fixa e se tornou o primeiro medalhista olímpico (e primeiro campeão) do país em qualquer esporte; ele ainda ganharia o ouro no individual geral masculino.

### Artística
| Ginasta | Evento                         | Final      | Final           |
| Ginasta | Evento                         | Pontuação  | Posição         |
| --- | ------------------------------ | ---------- | --------------- |
| Stane Derganc                                                                                                  | Individual Geral masculino     | 95.293     | 30              |
| Stane Derganc                                                                                                  | Barra fixa                     | 12.100     | 58              |
| Stane Derganc                                                                                                  | Barras paralelas               | 18.92      | 40              |
| Stane Derganc                                                                                                  | Cavalo com alças               | 19.930     | 6               |
| Stane Derganc                                                                                                  | Argolas                        | 18.493     | 27              |
| Stane Derganc                                                                                                  | Escalada de corda              | 8 (9.4 s)  | 24              |
| Stane Derganc                                                                                                  | Salto sobre o cavalo invertido | 9.85       | 5               |
| Stane Derganc                                                                                                  | Salto sobre o cavalo           | 8.00       | 26              |
| Stane Hlastan                                                                                                  | Individual geral masculino     | 81.249     | 44              |
| Stane Hlastan                                                                                                  | Barra fixa                     | 15.066     | 38              |
| Stane Hlastan                                                                                                  | Barras paralelas               | 19.05      | 36              |
| Stane Hlastan                                                                                                  | Cavalo com alças               | 16.330     | 36              |
| Stane Hlastan                                                                                                  | Argolas                        | 17.543     | 48              |
| Stane Hlastan                                                                                                  | Escalada de corda              | 0 (13.4 s) | 66              |
| Stane Hlastan                                                                                                  | Salto sobre o cavalo invertido | 9.86       | 4               |
| Stane Hlastan                                                                                                  | Salto sobre o cavalo           | 3.40       | 62              |
| Mihael Oswald                                                                                                  | Individual geral masculino     | 91.066     | 36              |
| Mihael Oswald                                                                                                  | Barra fixa                     | 14.280     | 42              |
| Mihael Oswald                                                                                                  | Barras paralelas               | 16.85      | 57              |
| Mihael Oswald                                                                                                  | Cavalo com alças               | 16.130     | 37              |
| Mihael Oswald                                                                                                  | Argolas                        | 19.160     | 23              |
| Mihael Oswald                                                                                                  | Escalada de cordas             | 8 (9.4 s)  | 24              |
| Mihael Oswald                                                                                                  | Salto sobre o cavalo invertido | 8.93       | 38              |
| Mihael Oswald                                                                                                  | Salto sobre o cavalo           | 7.716      | 28              |
| Rastko Poljšak                                                                                                 | Individual geral masculino     | 77.665     | 45              |
| Rastko Poljšak                                                                                                 | Barra fixa                     | 13.536     | 47              |
| Rastko Poljšak                                                                                                 | Barras paralelas               | 18.00      | 51              |
| Rastko Poljšak                                                                                                 | Cavalo com alças               | 15.220     | 42              |
| Rastko Poljšak                                                                                                 | Argolas                        | 15.333     | 50              |
| Rastko Poljšak                                                                                                 | Escalada de corda              | 4 (10.4 s) | 45              |
| Rastko Poljšak                                                                                                 | Salto sobre o cavalo invertido | 7.96       | 58              |
| Rastko Poljšak                                                                                                 | Salto sobre o cavalo           | 3.616      | 61              |
| Janez Porenta                                                                                                  | Individual geral masculino     | 100.172    | 20              |
| Janez Porenta                                                                                                  | Barra fixa                     | 14.166     | 44              |
| Janez Porenta                                                                                                  | Barras paralelas               | 18.90      | 41              |
| Janez Porenta                                                                                                  | Cavalo com alças               | 18.270     | 18              |
| Janez Porenta                                                                                                  | Argolas                        | 19.560     | 21              |
| Janez Porenta                                                                                                  | Escalada de corda              | 10 (8.4 s) | 6               |
| Janez Porenta                                                                                                  | Salto sobre o cavalo invertido | 9.516      | 19              |
| Janez Porenta                                                                                                  | Salto sobre o cavalo           | 9.76       | 6               |
| Josip Primožič                                                                                                 | Individual geral masculino     | 77.393     | 47              |
| Josip Primožič                                                                                                 | Barra fixa                     | 13.460     | 48              |
| Josip Primožič                                                                                                 | Barras paralelas               | 19.42      | 34              |
| Josip Primožič                                                                                                 | Cavalo com alças               | 12.630     | 51              |
| Josip Primožič                                                                                                 | Argola                         | 14.583     | 55              |
| Josip Primožič                                                                                                 | Escalada de corda              | 3 (10.8 s) | 47              |
| Josip Primožič                                                                                                 | Salto sobre o cavalo invertido | 8.55       | 45              |
| Josip Primožič                                                                                                 | Salto sobre o cavalo           | 5.75       | 49              |
| Leon Štukelj                                                                                                   | Individual geral masculino     | 110.340    | Medalha de ouro |
| Leon Štukelj                                                                                                   | Barra fixa                     | 19.730     | Medalha de ouro |
| Leon Štukelj                                                                                                   | Barras paralelas               | 20.40      | 20              |
| Leon Štukelj                                                                                                   | Cavalo com alças               | 19.370     | 10              |
| Leon Štukelj                                                                                                   | Argolas                        | 21.330     | 4               |
| Leon Štukelj                                                                                                   | Escalada de cordas             | 10 (8.6 s) | 10              |
| Leon Štukelj                                                                                                   | Salto sobre o cavalo invertido | 9.60       | 17              |
| Leon Štukelj                                                                                                   | Salto sobre o cavalo           | 9.91       | 4               |
| Stane Žilič | Individual geral               | 95.523     | 29              |
| Stane Žilič | Barra fixa                     | 16.330     | 28              |
| Stane Žilič | Barras paralela                | 19.00      | 37              |
| Stane Žilič | Cavalo com alças               | 15.740     | 38              |
| Stane Žilič | Argolas                        | 18.233     | 28              |
| Stane Žilič | Escalada de corda              | 10 (8.0 s) | 5               |
| Stane Žilič | Salto sobre o cavalo invertido | 9.06       | 34              |
| Stane Žilič | Salto sobre o cavalo           | 7.16       | 39              |
| Leon Štukelj Janez Porenta Stane Žilič Stane Derganc Mihael Oswald Stane Hlastan Rastko Poljšak Josip Primožič | Equipe masculino               | 762.101    | 4               |

## Hipismo
Um único cavaleiro representou a Iugoslávia em 1924. Foi a estreia do país no esporte. Seunig terminou em último no evento do adestramento.
| Hipismo         | Evento       | Final     | Final | Final   |
| Hipismo         | Evento       | Pontuação | Tempo | Posição |
| --------------- | ------------ | --------- | ----- | ------- |
| Vladimir Seunig | Adestramento | 167.6     | N/A   | 24      |